# Jugoszláv férfi kézilabda-bajnokság (első osztály)
A Jugoszláv férfi kézilabda-bajnokság első osztálya a legmagasabb osztályú jugoszláv férfi kézilabda-bajnokság volt. A bajnokságot 1953 és 2006 között rendezték meg (nagypályán már korábban is volt országos bajnokság). 
A "Nagy-Jugoszláv" bajnokság, amelyet a Jugoszláv Szocialista Szövetségi Köztársaság területén rendeztek, az ország széthullásáig, 1992-ig állt fenn.
Ezt követően a bajnokságot a Jugoszláv Szövetségi Köztársaság keretein belül tartották meg, amelyben már nem vettek részt a szlovén, horvát, macedón és bosnyák klubok.
Az utolsó Jugoszláv bajnokságot, amely 2002-ben ért véget, a Partizan kézilabda-csapata nyerte.
Ezt követően az ország névváltáson esett át, s a versenysorozatot immár Szerbia és Montenegró kézilabda-bajnokságának nevezték. E bajnokságban szerb és montenegrói csapatok vettek részt.
Ezen versenysorozat azonban Montenegró függetlenné válása miatt nem élt meg hosszú történetet. 
A 2006-os bajnokság végeztével a montenegrói csapatok kiváltak az államszövetség versenysorozatából, s létrehozták a montenegrói bajnokságot.
A bajnokság immáron csak szerb csapatokból áll, s a Szerb férfi kézilabda-bajnokság nevet viseli.

## Nagypályás bajnokságok
| Év   | 1. hely              | 2. hely             | 3. hely               |
| ---- | -------------------- | ------------------- | --------------------- |
| 1948 | Zágráb               | Szarajevó           | Belgrád               |
| 1949 | RK Zagreb            | Milicioner Sarajevo | Crvena zvezda Beograd |
| 1950 | Milicioner Sarajevo  | Meteor Zagreb       | Dinamo Pančevo        |
| 1951 | Milicioner Sarajevo  | Dinamo Pančevo      | Meteor Zagreb         |
| 1952 | Milicioner Sarajevo  | RK Zagreb           | Železničar Niš        |
| 1953 | 20. Oktobar Sarajevo | Železničar Niš      | Železničar Beograd    |
| 1954 | RK Zagreb            | Železničar Niš      | Dinamo Pančevo        |
| 1955 | Dinamo Pančevo       | RK Zagreb           | Železničar Beograd    |
| 1956 | RK Zagreb            | Dinamo Pančevo      | Železničar Niš        |
| 1957 | Dinamo Pančevo       | RK Zagreb           | Železničar Niš        |
| 1958 | Bosna Sarajevo       | Železničar Beograd  | Železničar Niš        |

## Kispályás bajnokságok

### Jugoszláv Szocialista Szövetségi Köztársaság 1953-1992
| Év   | 1. hely               | 2. hely               | 3. hely               |
| ---- | --------------------- | --------------------- | --------------------- |
| 1953 | Prvomajska Zagreb     | Lokomotiva Virovitica | Dinamo Pančevo        |
| 1954 | Prvomajska Zagreb     | RK Zagreb             | Bosna Sarajevo        |
| 1955 | Crvena zvezda Beograd | Mlada Bosna Sarajevo  |                       |
| 1956 | Crvena zvezda Beograd | Mlada Bosna Sarajevo  | Rabotnički Skopje     |
| 1957 | RK Zagreb             | Mladost Zagreb        | Mlada Bosna Sarajevo  |
| 1958 | Partizan Bjelovar     | Crvena zvezda Beograd | RK Zagreb             |
| 1959 | Borac Banja Luka      | Partizan Bjelovar     | Mlada Bosna Sarajevo  |
| 1960 | Borac Banja Luka      | Partizan Bjelovar     | Crvena zvezda Beograd |
| 1961 | Partizan Bjelovar     | Mlada Bosna Sarajevo  | Borac Banja Luka      |
| 1962 | RK Zagreb             | Borac Banja Luka      | Dinamo Pančevo        |
| 1963 | RK Zagreb             | Partizan Bjelovar     | Prvomajska Zagreb     |
| 1964 | Medveščak Zagreb      | Partizan Bjelovar     | RK Zagreb             |
| 1965 | RK Zagreb             | Medveščak Zagreb      | Partizan Bjelovar     |
| 1966 | Medveščak Zagreb      | RK Zagreb             | Partizan Bjelovar     |
| 1967 | Partizan Bjelovar     | Medveščak Zagreb      | Dinamo Pančevo        |
| 1968 | Partizan Bjelovar     | RK Crvenka            | Dinamo Pančevo        |
| 1969 | RK Crvenka            | Borac Banja Luka      | Partizan Bjelovar     |
| 1970 | Partizan Bjelovar     | Dinamo Pančevo        | Krivaja Zavidovići    |
| 1971 | Partizan Bjelovar     | Krivaja Zavidovići    | Borac Banja Luka      |
| 1972 | Partizan Bjelovar     | Krivaja Zavidovići    | Borac Banja Luka      |
| 1973 | Borac Banja Luka      | RK Crvenka            | Krivaja Zavidovići    |
| 1974 | Borac Banja Luka      | Krivaja Zavidovići    | Partizan Bjelovar     |
| 1975 | Borac Banja Luka      | Željezničar Sarajevo  | Partizan Bjelovar     |
| 1976 | Borac Banja Luka      | Partizan Bjelovar     | Željezničar Sarajevo  |
| 1977 | Partizan Bjelovar     | Krivaja Zavidovići    | RK Crvenka            |
| 1978 | Željezničar Sarajevo  | Partizan Bjelovar     | Krivaja Zavidovići    |
| 1979 | Partizan Bjelovar     | RK Crvenka            | Željezničar Sarajevo  |
| 1980 | Slovan Ljubljana      | Željezničar Sarajevo  | Crvena zvezda Beograd |
| 1981 | Borac Banja Luka      | Željezničar Sarajevo  | Medveščak Zagreb      |
| 1982 | Metaloplastika Šabac  | Dinamo Pančevo        | Sloga Doboj           |
| 1983 | Metaloplastika Šabac  | Crvena zvezda Beograd | Železničar Niš        |
| 1984 | Metaloplastika Šabac  | Proleter Zrenjanin    | Partizan Bjelovar     |
| 1985 | Metaloplastika Šabac  | Borac Banja Luka      | Železničar Niš        |
| 1986 | Metaloplastika Šabac  | Crvena zvezda Beograd | Pelister Bitola       |
| 1987 | Metaloplastika Šabac  | Pelister Bitola       | Medveščak Zagreb      |
| 1988 | Metaloplastika Šabac  | Pelister Bitola       | Medveščak Zagreb      |
| 1989 | RK Zagreb             | Proleter Zrenjanin    | Metaloplastika Šabac  |
| 1990 | Proleter Zrenjanin    | Borac Banja Luka      | RK Zagreb             |
| 1991 | RK Zagreb             | Proleter Zrenjanin    | Crvena zvezda Beograd |
| 1992 | Proleter Zrenjanin    | Partizan Beograd      | Crvena zvezda Beograd |

### Jugoszláv Szövetségi Köztársaság 1993-2002
| Év   | 1. hely               | 2. hely                | 3. hely                |
| ---- | --------------------- | ---------------------- | ---------------------- |
| 1993 | Partizan Beograd      | Crvena zvezda Beograd  | Proleter Zrenjanin     |
| 1994 | Partizan Beograd      | Proleter Zrenjanin     | Crvena zvezda Beograd  |
| 1995 | Partizan Beograd      | Crvena zvezda Beograd  | RK Vrbas               |
| 1996 | Crvena zvezda Beograd | Partizan Beograd       | Mornar Bar             |
| 1997 | Crvena zvezda Beograd | Lovćen Cetinje         | Železničar Niš         |
| 1998 | Crvena zvezda Beograd | Železničar Niš         | Lovćen Cetinje         |
| 1999 | Partizan Beograd      | Lovćen Cetinje         | Sintelon Bačka Palanka |
| 2000 | Lovćen Cetinje        | Sintelon Bačka Palanka | Partizan Beograd       |
| 2001 | Lovćen Cetinje        | Sintelon Bačka Palanka | Partizan Beograd       |
| 2002 | Partizan Beograd      | Lovćen Cetinje         | Sintelon Bačka Palanka |

### Szerbia és Montenegró 2003-2006
| Év   | 1. hely               | 2. hely            | 3. hely               |
| ---- | --------------------- | ------------------ | --------------------- |
| 2003 | Partizan Beograd      | Lovćen Cetinje     | Crvena zvezda Beograd |
| 2004 | Crvena zvezda Beograd | Partizan Beograd   | Fidelinka Subotica    |
| 2005 | RK Vojvodina          | Fidelinka Subotica | Partizan Beograd      |
| 2006 | Crvena zvezda Beograd | Partizan Beograd   | Lovćen Cetinje        |

## Lásd még
- Jugoszláv kézilabda kupa
- Jugoszláv női kézilabda-bajnokság (első osztály)
- Szerb férfi kézilabda-bajnokság (első osztály)
- Bosnyák férfi kézilabda-bajnokság (első osztály)
- Horvát férfi kézilabda-bajnokság (első osztály)
- Macedón férfi kézilabda-bajnokság (első osztály)
- Montenegrói férfi kézilabda-bajnokság (első osztály)
- Szlovén férfi kézilabda-bajnokság (első osztály)